# Дьярмати, Самуэль
Самуэль Дьярмати (15 июля 1751 года, Коложвар — 4 марта 1830 года, там же) — венгерский лингвист, один из основателей сравнительной лингвистики.

## Биография
По происхождению вероятней всего секей. Уроженец Коложвара, Трансильвания (ныне Клуж-Напока, Румыния). Дьярмати учился, чтобы стать учителем, в Аюде, затем в Вене получил образование врача, после чего вернулся для занятия медицинской практикой на родину, в Трансильванию.
В 1789 году он прочитал в венгерской газете о конкурсе, предполагающем крупный денежный приз за лучшее лингвистическое исследование, и следующие два года провел, работая над своим трудом «Okoskodva tanító magyar nyelvmester» («Рациональное обучение венгерской грамматике»). Трансильванская Диета (Государственное собрание) выделила средства для публикации книги, которая была издана в виде двухтомника в 1794 году.
Благодаря успеху этой книги, Дьярмати был приглашён венгерским магнатом графом Гергели Бетленом жить в своём замке в качестве репетитора и семейного врача. Новая должность дала Дьярмати много свободного времени для изучения иностранных языков, и позволила ему сопровождать сына графа Бетлена, своего ученика, в поездке в Германию, в Геттингенский университет, который в то время был одним из ведущих центров образования в Европе вообще и лингвистических исследований в частности. Здесь Дьярмати познакомился с историком Августом Людвигом фон Шлёцером, специалистом по Северной и Восточной Европе, который более всего известен в России, как один из первопроходцев Норманнской теории.
В Геттингене Дьярмати решил продолжить работу другого венгерского исследователя-лингвиста, Яноша Шайновича, который в своей работе показал связь венгерского и саамского (лапландского) языка.  Результатом исследований Дьярмати стала монография на латинском языке «Affinitas linguae hungaricae cum linguis fennicae originis grammatice demonstrata», опубликованная в Геттингене в 1799 году. Эта работа состояла из трёх частей. В первой части работы Дьярмати сравнивал венгерский, финский и саамский языки. Во второй он рассматривал сходство между венгерским и эстонским языками. Третья часть была посвящена сравнению венгерского и еще нескольких поволжских и уральских языков. В своей работе Дьярмати продемонстрировал сходство в грамматической структуре этих языков. Уже современниками работа признана крупным вкладом в языкознание. На сегодняшний день основные языки, исследованные Дьярмати (венгерский, финский, эстонский, саамские и ряд других) известны, как языковая семья уральских языков.
Покинув Геттинген, Дьярмати стал учителем и администратором в Кальвинистском колледже в Зиле (Залэу), прежде чем вернуться к работе в качестве семейного врача семьи Бетленов в 1810 году. Его последней крупной работой стал «Vocabularium» («Словарь»), опубликованный в Вене в 1816 году. Этот словарь представлял собой словник, в котором венгерские слова сравниваются со словами 57 других языков. Словарь также содержит ценную информацию о секейском диалекте Трансильвании.
Дьярмати умер у себя на родине, в Клуж-Напоке, в возрасте 79 лет.